# Municipio de Lincoln (condado de Polk)
El municipio de Lincoln (en inglés: Lincoln Township) es un municipio ubicado en el condado de Polk en el estado estadounidense de Iowa. En el año 2010 tenía una población de 1001 habitantes y una densidad poblacional de 10,75 personas por km².

## Geografía
El municipio de Lincoln se encuentra ubicado en las coordenadas 41°49′12″N 93°38′22″O / 41.82000, -93.63944. Según la Oficina del Censo de los Estados Unidos, el municipio tiene una superficie total de 93.15 km², de la cual 93,15 km² corresponden a tierra firme y (0 %) 0 km² es agua.

## Demografía
Según el censo de 2010, había 1001 personas residiendo en el municipio de Lincoln. La densidad de población era de 10,75 hab./km². De los 1001 habitantes, el municipio de Lincoln estaba compuesto por el 98,7 % blancos, el 0,3 % eran asiáticos y el 1 % eran de una mezcla de razas. Del total de la población el 0,9 % eran hispanos o latinos de cualquier raza.